# Clausia lubbockii
Clausia lubbockii is een eenoogkreeftjessoort uit de familie van de Clausiidae. De wetenschappelijke naam van de soort is voor het eerst geldig gepubliceerd in 1863 door Claparède.